# Лур'є Соломон Якович

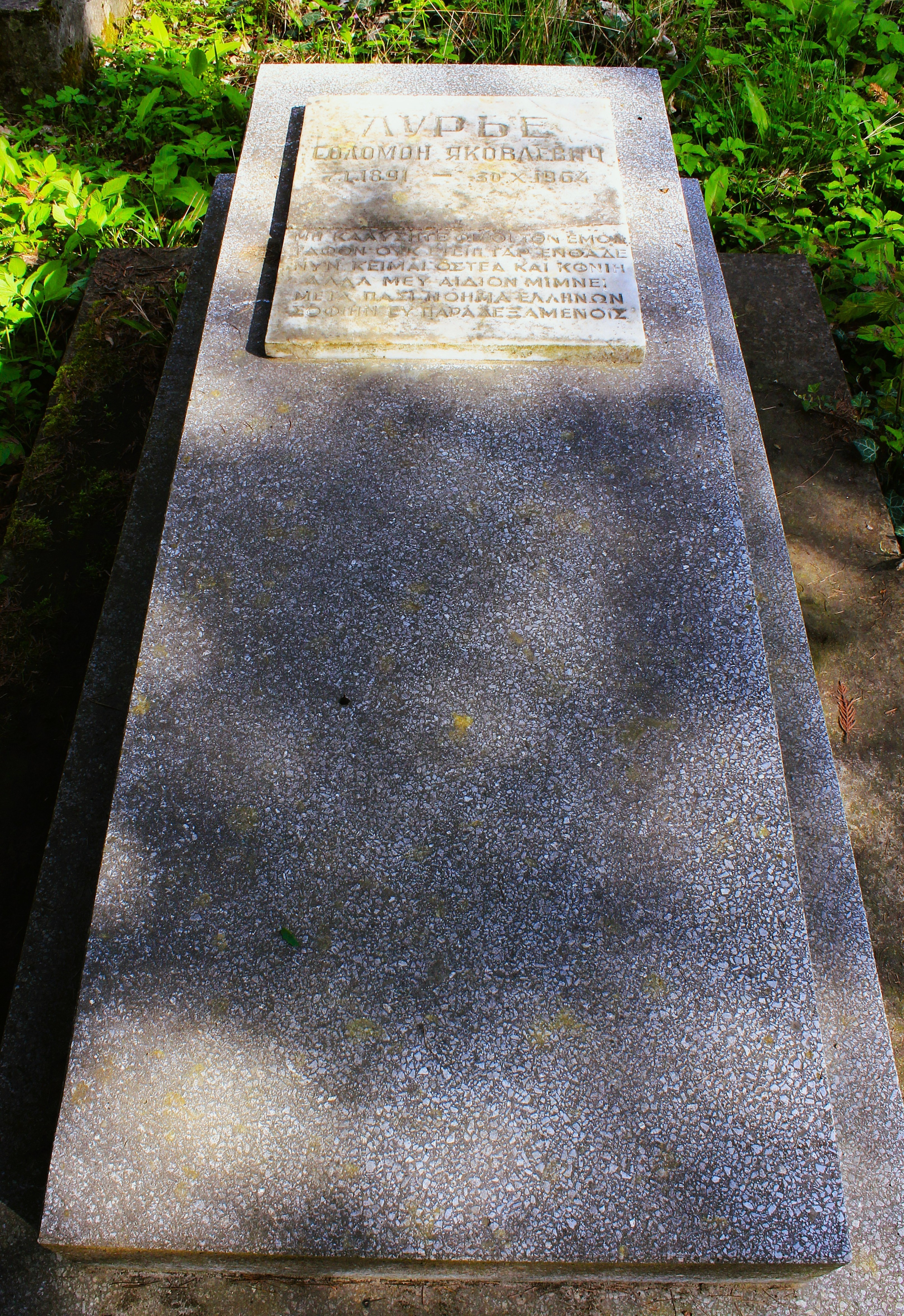
Надгробок Соломона Лур'є (1891–1964) — філолога-класика, професора кафедри класичної філології Львівського університету.

Соломон Якович Лур'є́ (7 січня 1891, Могильов, Білорусь — † 30 жовтня 1964, Львів, УРСР)  — радянський філолог-класик. Професор кафедри класичної філології Львівського університету (1952–1964).
Доктор історичних та філологічних наук, професор, педагог і науковець, дослідник, зокрема, грецької епіграфіки, історії Греції та антисемітизму в античності.

## Біографія
Народився в родині лікаря Якова-Арона Анатолійовича Лур'є і Міри Соломонівни Ратнер. Брат — Іона Якович Лур'є.
Закінчив Санкт-Петербурзький університет, де був залишений для підготовки до професорського звання. 1913 р.- нагороджений Великою золотою медаллю за магістерську працю з історії Беотійського союзу.
Незабаром після закінчення університету перейшов до лютеранства, проте в березні 1917 р. повернувся до юдаїзму. Соломон Якович Лур'є проводив наукові дослідження з історії Стародавньої Греції, старогрецької літератури, філософії, математики, лінгвістики, епіграфіки, папірології. У 1920-х роках вивчав різні аспекти давньої історії євреїв.
Працював в Ленінградському університеті. У ленінградський період написав важливі праці з історії Стародавньої Греції. Історичні дослідження супроводжував філологічним аналізом текстів. У роки боротьби з «космополітизмом» змушений був залишити Ленінград, переїхав до Одеси, де почав працювати в Одеському Інституті іноземних мов (1950—1952 рр.). Працював м.н.с. Комісії історії фізики й математики АН СРСР (1949-50). Потім переїхав до Львова, де до самої смерті в 1964 р. був професором кафедри класичної філології Львівського університету.
Як мовознавець, ще в 1940-і роки підтримав гіпотезу про грецьку мову написів критського Лінійного письма Б, пізніше виступив активним прихильником дешифрування цього письма, запропонованого Майклом Вентрісом та Джоном Чедвіком. Багато в чому завдяки його роботам радянські історики зробили значний внесок у вивчення найдавнішого (мікенського) періоду Греції.
25 квітня 1958 р. Соломон Якович написав заяву на ім'я ректора з проханням видати йому характеристику з місця праці для пред'явлення у Союз письменників щодо прийому у члени Союзу. Зберігся чорновий варіант характеристики, підписаний деканом та секретарем партбюро факультету іноземних мов. Закінчення цього чорнового варіанту характеристики не відповідає заяві, з приводу якої вона написана. Зокрема, в останньому реченні сказано: «Характеристика видана для пред'явлення в Союз письменників СРСР, для отримання санаторної путівки».
С. Я. Лур'є був одним з найбільших дослідників суспільних відносин античності та давньогрецької науки, особливо Демокріта. Залишив багату творчу спадщину: понад 200 наукових праць, у тому числі понад 20 книг-монографій. С. Я. Шарипкін.
Його син — історик і літературознавець Яків Соломонович Лур'є. Онук Соломона Яковича  Лур'є — петербурзький історик, письменник і журналіст Лев Лур'є. Двоюрідний брат — фізик і механік-теоретик Анатолій Ісаакович Лур'є.
1957-58рр.-стан здоров'я Соломона Яковича значно погіршився, у зв'язку з чим він пішов на пенсію. Проте вже на початку 1958-59рр.він повернувся на посаду професора кафедри класичної філології.1963-63рр.-С.Лур'є перейшов на посаду професора-консультанта, що дозволяло йому виконувати лише половину навантаження, встановленого для штатного професора. У вересні 1964 року стан здоров'я Соломона Яковича різко погіршився. 30 жовтня 1964 року С.Лур'є помер.
У Санкт-Петербурзькій філії архіву РАН створено фонд С. Я. Лур'є, де зокрема зберігається його листування.

## Вибрані праці
- Антисемитизм в Древнем Мире, 1922

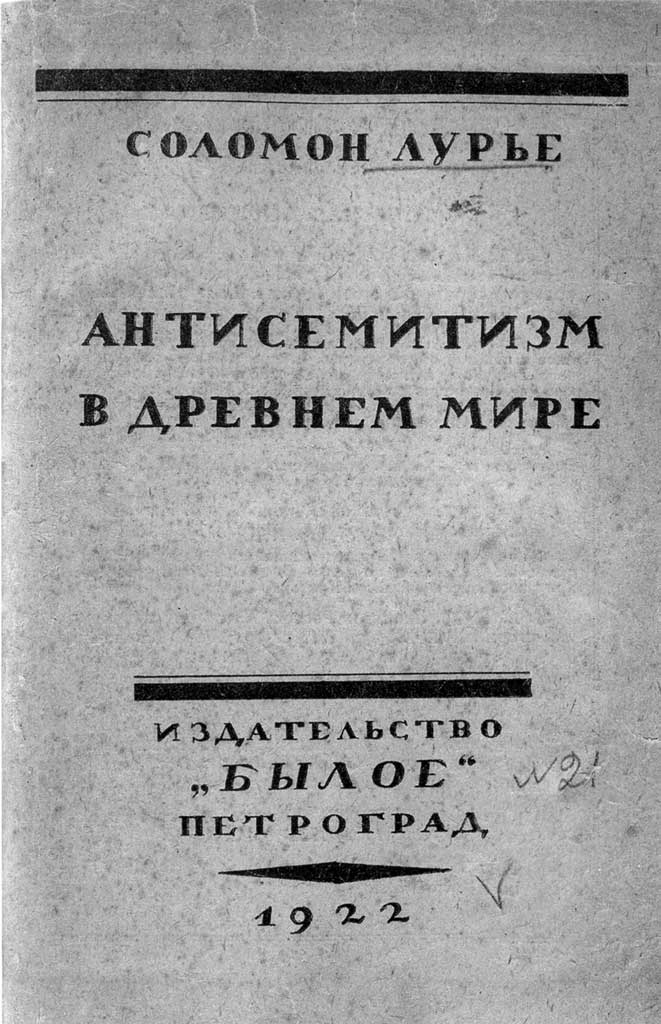
Обкладинка першого видання книги «Антисемитизм в Древнем Мире»

- Механика Демокрита. Архив истории науки и техники, сер. 1, вып. 7, 1935, с. 129–180.
- Теория бесконечно-малых у древних атомистов. М.-Л.: Изд. АН СССР, 1935.
- Очерки по истории античной науки. М.-Л., 1947.
- Демокрит и индуктивная логика. Вестник древней истории, 1961, № 4, с. 58-67.
- Демокрит: Тексты, перевод, исследования. Л., 1970.
- «История античной общественной мысли» (1929).
- «История Греции» (т. 1, 1940).
- «Очерки по истории античной науки» (1947).
- «Язык и культура микенской Греции» (1957).
- Архимед. М.-Л.: Изд. АН СССР, 1945.
- Геродот. М.-Л.: Изд. АН СССР, 1947.